# Jules Petiet
Jules Petiet (Florència, 5 d'agost del 1813 – París, 29 de gener del 1871) va ser un enginyer mecànic francès que treballà en el desenvolupament primerenc del ferrocarril a França.
Era fill d'un enginyer ferroviari i net de Claude-Louis Petiet (ministre de la Guerra 1796-1797, senador el 1806). Va ser el cap d'obres dels Chemins de Fer du Nord des de 1845, i va esdevenir enginyer de locomotores el 1848. Des de 1868 fins a la seva mort va ser dirigir l'escola d'enginyeria École Centrale des Arts et Manufactures de Paris. Presidí la "Société des Ingénieurs Civils".
Fou nomenat cavaller (1 de setembre del 1848) i oficial (7 de novembre del 1813) de la Legió d'Honor. El cognom de Petiet apareix inscrit a la Torre Eiffel. Hi ha un carrer a París anomenat rue Petiet al districte 17è

## Locomotores

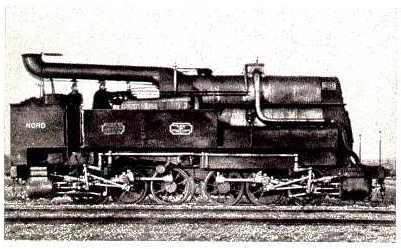
Duplex de Petiet 0-6-6-0T

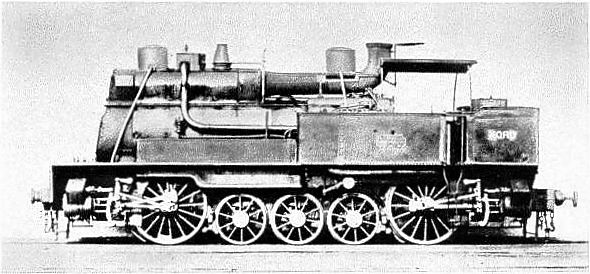
Un dels Camels de Petiet

Va dissenyar la classe de locomotores de 0-8-0T conegudes com a Fortes Rampes